# 日本空手道教育研究会
日本空手道教育研究会は、和道流の流れを汲む日本の空手団体の1つである。

## 概要
最高師範である道原伸司（日本体育大学空手道部名誉師範、東京海洋大学名誉師範、公益財団法人全日本空手道連盟相談役、全空連公認9段、日本大学出身）は、伝統派空手の威力を数値化しつつ、安全で怪我のない競技空手の普及に尽力した人物である。大学では、流派に関係なく学生を受け入れ、流派の垣根を超えて競技空手の技術の探求を行った。
日本空手道教育研究会は、和道流だが、ピンアンの形も行うが主にヘイアンの形を行うのが特徴であり、指定形も和道流と松濤館流を中心としつつ、形の限定は行っていない。最高師範である道原が流派を問わず日本中から学生が集まる日本体育大学を指導していた経緯や、日本空手道教育研究会が長年にわたって東京都空手道連盟の段位部会に深く関わり続けている経緯によるものであろう。
なお、道原が日本大学空手道部（和道流）に所属する前に松濤館流の空手を学んでいたことが月刊武道（2013年1月号 私の指導法）に記されている。道原の得意形はチントウである。道原はかつてブルネイ国王の御前で演舞した。
ホームページなどによる一覧の公開はされていないが、日本空手道教育研究会の支部や教室は、NEC空手道部や奥沢・砧・下高井戸など、全国各地に存在する。また、会派には所属しない道原の弟子は全国各地に数多く存在する。
現在、会長代行副会長の高井良純（NEC空手道部師範、砧空手道教室）と会長代行補佐 兼 事務局管掌副会長の横尾嘉明（東京海洋大学空手道部師範、東京都空手道連盟 段位部会長、奥沢空手道教室）を中心とした新体制（2023年8月～）で運営されている。